# Creu Casas Sicart
Creu Casas i Sicart (Barcelona, La Clota (Horta); 26 de abril de 1913-Barcelona, 20 de mayo de 2007) fue una farmacéutica, profesora, y brióloga española, la más importante del siglo XX[cita requerida]. Fue una botánica especialista en las «plantas inferiores», es decir, los musgos y las hepáticas.
Su padre fue un experto jardinero del que heredó la estima por la naturaleza y la afición por la Botánica. Cursó la carrera de Farmacia gracias a un conocido mecenas y empresario, Rafael Patxot, que se exiló a Suiza durante la guerra civil española.
Inició la carrera de Farmacia en 1931 en la Universidad de Barcelona, donde tuvo como profesor al eminente botánico Pius Font i Quer, que afianzó su afición por el mundo de las plantas. Finalizó los estudios en 1936, aunque tres años más tarde tuvo que revalidar el título que el régimen franquista anuló. A partir de 1937 ejerció de farmacéutica y después de la guerra regentó la farmacia de la Quinta de Salud la Alianza, aunque sin perder el contacto con los botánicos ni con las plantas.
Su dedicación a la briología comenzó muy pronto, bajo el amparo del profesor P. Seró. En 1947 pasó a trabajar en el laboratorio de Botánica de la Facultad de Farmacia de Barcelona de la que era catedrático Taurino Mariano Losa España. En 1949 obtuvo la plaza de "Adjunta interina" de Fanerogamia en la misma facultad. En 1951 Casas defendió su tesis doctoral dedicada a los briófitos del Montseny.
En 1967 fue nombrada profesora de Fitogeografía de la Facultad de Biología de la Universidad de Barcelona. En 1971 obtuvo la cátedra de Botánica en la Universidad Autónoma de Barcelona. Tras su jubilación fue nombrada profesora emérita en 1983, momento a partir del cual se dedicó con mayor pasión al estudio de los briófitos, de tal manera que en 1989 constituyó la Sociedad Española de Briología, de la que fue primera presidenta.
Su contribución a la briología se resume en 216 trabajos publicados, especialmente en los campos de la taxonomía y la florística. Exploró con cierta asiduidad el Montseny, el macizo de Garraf, el Pirineo, las Islas Baleares, Monegros y diversas zonas peninsulares como Sierra Nevada, el Sistema Ibérico, el Sistema Central y diversos macizos portugueses.
Como colofón a su carrera, plasmó sus conocimientos en dos obras de síntesis, la Flora dels Briòfits dels Països Catalans (vol. I, 2001; vol. II, 2004) y el Handbook of mosses of the Iberian Peninsula and the Balearic Islands (2006).
- La abreviatura «Casas» se emplea para indicar a Creu Casas Sicart como autoridad en la descripción y clasificación científica de los vegetales.[3]